# Diferenças escatológicas cristãs
Esta é uma visão geral das diferentes interpretações escatológicas do Livro do Apocalipse realizada por cristãos. As diferenças não são de forma monolítica como a representação de um grupo ou outro. Muitas diferenças existem dentro de cada grupo.

## "Acórdãos do Julgamento" — Capítulos 1-19: quatro visões
- Preterismo
- Futurismo
- Historicismo
- Idealismo: presente realização contínua de textos literários ou simbólicos eventos espirituais.[1]

## "Milênio" — Capítulo 20: três visões
- Pré-milenarismo: é a segunda vinda de Cristo antes de um período de mil anos, conhecido por alguns como um sábado de mil anos. É precedido por uma deterioração progressiva da sociedade humana, comportamento, e a expansão do mal através de um governo final ou reino. Esta escola de pensamentos pode ser dividida em três interpretações principais: Dispensação, Tribulação Média/Arrebatamento Pré-Ira e Pré-milenismo ou ponto de vista Pós-Tribulação.[2]
- Pré-ira
- Pós-milenarismo
- Amilenarismo: mil anos ou longo período entre a primeira e a segunda vinda de Cristo. O reino milenar de Cristo, como retratado no livro do Apocalipse, é visto agora como Cristo reinando à direita do Pai. Pode ser difícil traçar uma linha fina entre Amilenismo, Pós-milenismo e revivalismo. O Amilenismo tende a acreditar que a sociedade, através da rebelião crescente, continue a se deteriorar, enquanto o Pós-Milenismo acredita que a Igreja irá influenciar o mundo produzindo mais justiça.[3]